# 子程序
在计算机科学中，子程式（德語：unterprogramm），是一個大型程式中的某部份程式碼，由一个或多个语句块组成。它負責完成某項特定工作，而且相較於其他程式碼，具備相對的獨立性。
一般会有输入参数并有傳回值，提供对过程的封装和细节的隐藏。这些代码通常被整合为软件库。
函数在面向过程的语言中已经出现。是结构（struct）和的前身。本身就是对具有相关性语句的归类和对某过程的抽象。

## 分類
子程式是一個概括性的術語，子程式是所有高階程式所稱。它經常被使用在組合語言層級上。子程式的主體（body）是一個程式碼區塊，當它被呼叫時就會進入執行。

### 函數
函数（function）是一種子程式，利用函数名稱，可以接收回傳值。例如：
```
c
 
=
 
max
(
a
,
b
);

```

### 程序
程序（procedure）是一種子程式，它能夠接受不同的引數，來執行某些特別的動作。例如：
```
printf
(
"Hello World
\n
"
);

```

函数與程序在某些程式語言中是被分開的，但是在C語言中，所有程序都是函数，這兩者被認為是相同的。這有可能造成一些副作用，特別是在回傳值是void型別時。

### 方法
在物件導向程式設計語言中，或物件中的子程式，被稱為方法（method）。